# 処刑山 ナチゾンビVSソビエトゾンビ
『処刑山 ナチゾンビVSソビエトゾンビ』（しょけいやま - 、諾: Død snø）は、2014年のノルウェー映画。2009年『処刑山 -デッド・スノウ-』の続編。

## ストーリー
仲間や恋人、さらには自身の腕を失いながらもナチスゾンビ達から逃げ出したマーティンだったが、途中で自動車事故を起こしてしまう。なんとか一命を取り留めた病院で目を覚ました彼が見たものは、医者の手違いによりゾンビ司令官ヘルツォークの腕を付けられた自分の姿だった。ヘルツォークの腕の秘められた力により、特殊能力に目覚めたマーティンがナチスゾンビ軍団との戦いに挑む…。

## キャスト
| 役名         | 俳優                               | 日本語吹替 |
| ------------ | ---------------------------------- | ---------- |
| マーティン   | ヴェガール・ホール                 | 木澤智之   |
| ヘルツォーク | オルジャン・ガンスト               | 高岡ヒロシ |
| ダニエル     | マーティン・スター                 | 高山智希   |
| モニカ       | ジョセリン・デボア                 | 桜庭みき   |
| ブレイク     | イングリッド・ハース               | 清華       |
| グレン       | スティッグ・フローデ・ヘンリクセン | 大塚龍之介 |
| 相棒ゾンビ   | クリストファー・ヨーネル           |            |
| グンガ署長   | ハルバルド・ホルメン               |            |
| スタヴァリン | デレク・ミアーズ                   |            |
| メアリー     | アムリタ・アチャリア               |            |